# St. Johannes Baptist (Oberweißenkirchen)

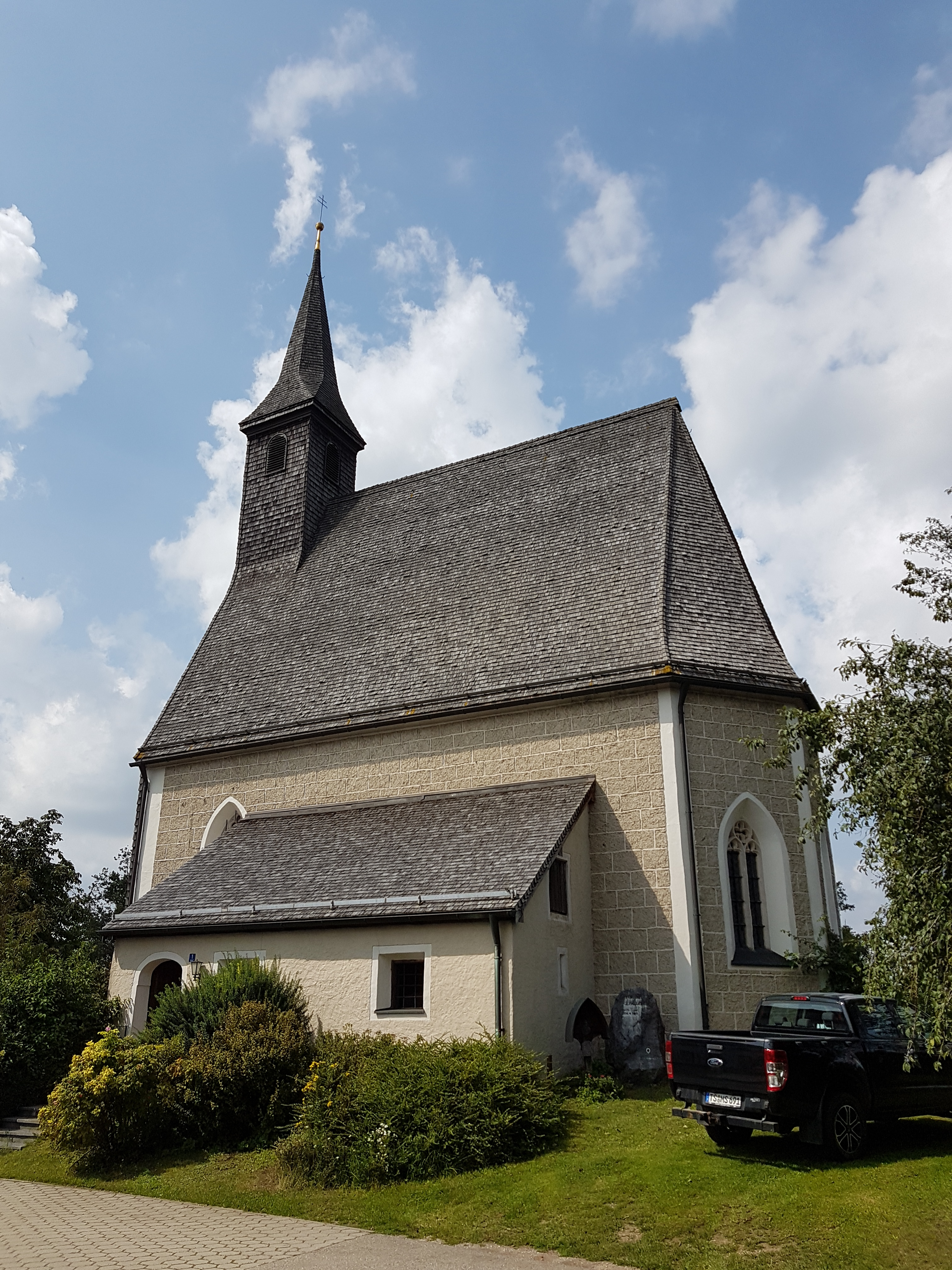
St. Johannes Baptist in Oberweißenkirchen

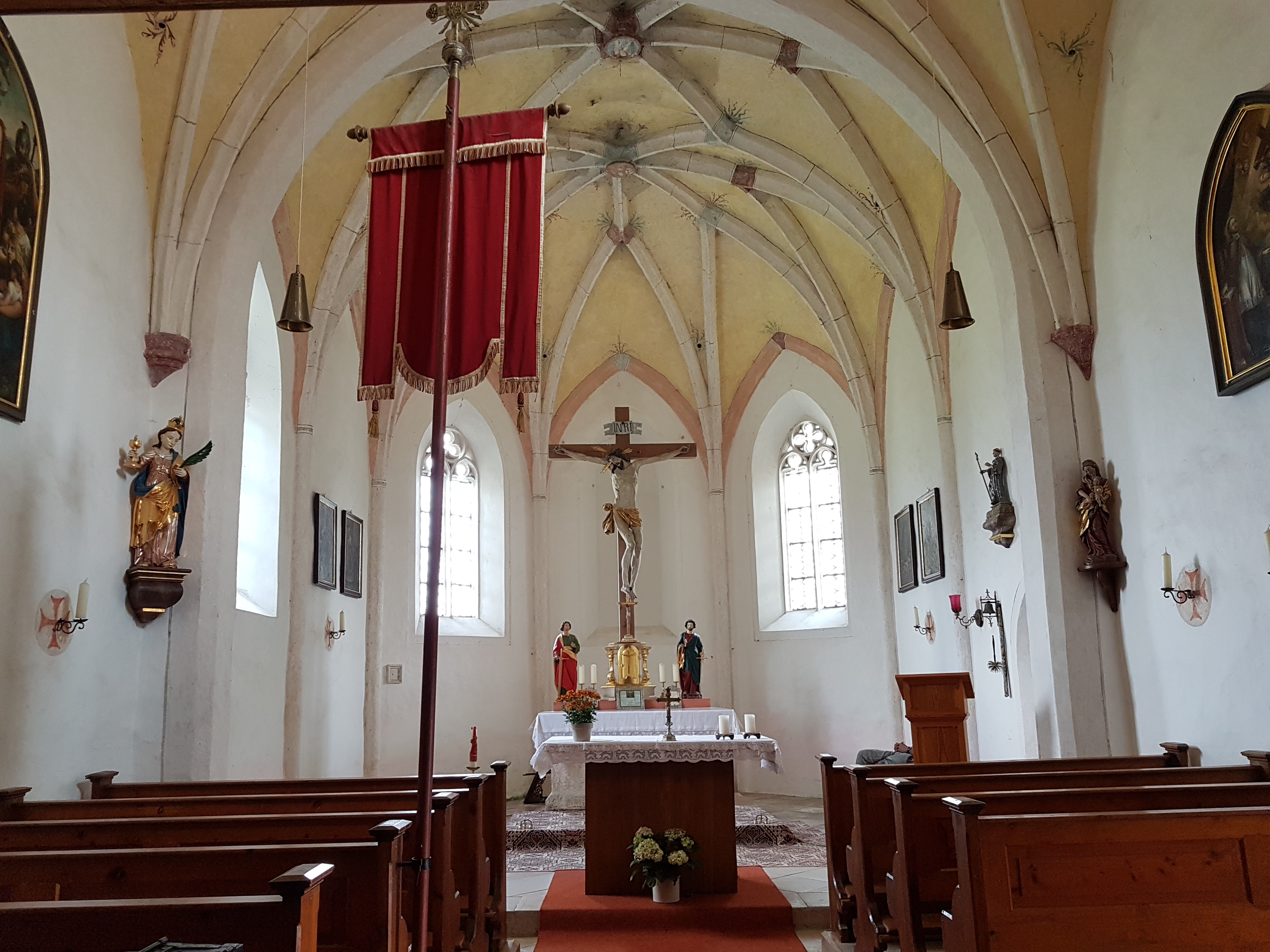
Innenraum

Die römisch-katholische Filialkirche St. Johann Baptist steht in Oberweißenkirchen, einem Gemeindeteil von Palling im oberbayerischen Landkreis Traunstein. Sie ist in der Liste der Baudenkmäler in Palling als Baudenkmal unter der Nr. D-1-89-134-73 eingetragen. Die Kirche gehört zum Dekanat Traunstein im Erzbistum München und Freising.

## Beschreibung
Die spätgotische Saalkirche wurde in der zweiten Hälfte des 15. Jahrhunderts erbaut. Das Langhaus zu zwei Jochen und der Chor mit Fünfachtelschluss im Osten wurden aus Quadermauerwerk errichtet. Die Sakristei und das westlich liegende Portal sind an der Südwand des Chors angebaut. Aus dem Satteldach des Langhauses erhebt sich im Westen ein Dachreiter mit dem Glockenstuhl und einem spitzen Helm.
Der Innenraum des Chors ist mit einem Netzgewölbe überspannt.